# Vranule
Vranule (Picathartes) je rod pěvců, jediný zástupce čeledi vranulovití (Picathartidae), jehož dva druhy, vranule bělokrká (P. gymnocephalus) a šedokrká (P. oreas), se vyskytují v lesích západní Afriky. Vranule bělokrká dosahuje tělesné velikosti asi 40 cm, zatímco vranule šedokrká asi 35 cm. Svým vzezřením se tito ptáci částečně podobají hrabavým, částečně vránám. Mají dlouhý, štíhlý krk a dlouhé, dobře vyvinuté končetiny, menší hlava se v případě obou druhů vyznačuje pestrou neopeřenou kůží, výraznýma očima a mohutným zobákem. Potravu tvořenou živočišnou i rostlinnou složkou vranule sbírají především v podrostu, kde se pohybují ladným poskakováním. Hnízdí především na skalních stěnách, kde si budují silnostěnná miskovitá hnízda z bahna a rostlinného materiálu.
Vranule v průběhu historie přírodovědci sdružovali s různými ptačími skupinami, včetně krkavcovitých, špačkovitých či timálií. Na základě molekulární fylogenetiky vranule společně s africkými skalňáčky rodu Chaetops a asijským kosovcem chřástalím (Eupetes macrocerus) tvoří prastarý klad, jenž se větví mezi bazálními skupinami passeridních zpěvných. Do Evropy se první živé vranule dostaly až v 50. letech 20. století, mj. zásluhou britského přírodovědce Davida Attenborougha. Ve své domovině od 90. let 20. století vystupují jako vlajkové druhy za účelem podpory ochrany původních lesů: ztráta stanovišť dostala vranuli šedokrkou mezi téměř ohrožené a vranuli bělokrkou mezi zranitelné druhy.

## Systematika a evoluce
První popsanou vranulí se stala vranule bělokrká, již popsal holandský přírodovědec Coenraad Jacob Temminck pod vědeckým jménem Corvus gymnocephalus, a to na základě vzorku pocházejícího z guinejského pobřeží. Francouzský přírodovědec René Lesson roku 1828 tohoto ptáka vyloučil z rodu Corvus a vyčlenil pro něj samostatný rod Picathartes. Toto rodové jméno kombinuje rodová pojmenování straky (Pica) a kondora (Cathartes). Roku 1899 popsal německý přírodovědec Anton Reichenow druhý druh vranule, vranuli šedokrkou, přičemž pro ni zvolil vědecké jméno Picathartes oreas. Typovou lokalitou se stalo dnešní město Limbe (tehdejší Victoria) v Kamerunu. Současný systém uznává právě tyto dva druhy vranulí.
Taxonomické zařazení tohoto rodu bylo v průběhu historie proměnlivé. První taxonomové 19. století vranule klasifikovali v rámci čeledi krkavcovitých (Corvidae). Anglický ornitolog Percy Lowe rod Picathartes v roce 1928 zařadil v rámci nově vytyčené monotypické podčeledi Picathartinae, již umístil do čeledi špačkovitých (Sturnidae); Lowe je tak pokládán za popisnou autoritu současné monotypické čeledi vranulovitých (Picathartidae). Původní hypotézu o příbuznosti s krkavcovitými zastával britský ornitolog David Armitage Bannerman, jenž rod Picathartes zařadil do samostatné čeledi Picathartidae, která podle něho byla nejblíže spřízněna právě s čeledí Corvidae.
Na přelomu 40. a 50. let 20. století představil francouzský ornitolog Jean Théodore Delacour svou systematiku timáliovitých ptáků. Timálie dlouhodobě představovaly problematický sběrný taxon, jenž zahrnoval různé, často nepříbuzné formy a dnešní čeleď Timaliidae se od historických systémů svým vymezením podstatně liší. Delacour svůj systém založil na zbarvení peří a na tvaru zobáku příslušných ptáků. Rozeznával několik tribů timálií a systém koncipoval tak, aby sledoval posloupnost od „primitivních“ zástupců až po „nejodvozenější“ taxony, jež zastupoval tribus Picathartini, tedy právě vranule. Delacourův systém nebyl až na výjimky zpochybňován a uznání si držel až do zhruba 80. let 20. století. Za nejbližší příbuzné vranulí se pokládali konkrétně zástupci timálií rodu Turdoides, dnes řazených do čeledi Leiothrichidae. V českojazyčném prostředí se tato starší systematika mohla odrazit i v rámci obecného názvosloví vranulí, kdy například vranule bělokrká nese v dobové české literatuře pojmenování „timálie strakovitá“.
První ucelenou taxonomii ptáků, která vycházela z jednoho objektivního kritéria, poskytly studie z poslední čtvrtiny 20. století založené na hybridizaci DNA. V práci Sibley a Monroe (1990) se již vranulovití objevují jako „parvřád incertae sedis“ nepříbuzný s timáliemi, přičemž autoři si nebyli jisti, zda vranule spadají spíše mezi korvidní, anebo passeridní zpěvné. Jako jejich příbuzné však opatrně identifikovali skalňáčky (Chaetops), středně velké pěvce z afrických skalnatých stanovišť. Původně zvažovanou příbuznost s krkavcovitými podpořila studie z roku 2007, a to na základě přítomnosti specifického retrotranspozonu v rámci genomu.
Molekulárně-fylogenetické studie 21. století nicméně vranulovité vesměs identifikovaly jako součást kladu zahrnujícího skalňáčky a kosovce chřástalího (Eupetes macrocerus), jediného zástupce rodu Eupetes, jenž se na rozdíl od zbývajících dvou rodů vyskytuje v jihovýchodní Asii. Tato trojice rodů bývá klasifikována v rámci samostatných čeledí Picathartidae, Chaetopidae a Eupetidae, alternativně však mohou vystupovat i v rámci čeledi Eupetidae v širším smyslu. Oddělení do samostatných čeledí je nicméně opodstatněné v návaznosti na dlouhou evoluční historii všech těchto linií, přičemž jejich zástupci si nejsou vzájemně příliš podobní a obývají oddělené areály výskytu, kdy vranule žijí na západě Afriky, skalňáčci v jižní Africe a kosovci ve zmíněné jihovýchodní Asii.
Vranulovití se skalňáčky a kosovci se podle hypotéz příbuzenských vztahů mohou odvětvovat mezi bazálními skupinami passeridních zpěvných, tedy v jednom ze dvou hlavních kladů zpěvných ptáků zahrnujícím většinu jejich diverzity (spíše než v rámci zpěvných korvidních, zahrnujících mj. krkavcovité včetně pravých vran). Co se týče příbuzenských vztahů mezi jednotlivými čeleděmi, vranulovití vystupují buďto jako sesterská skupina vůči Eupetidae + Chaetopidae, anebo jako sesterská skupina vůči Chaetopidae.
Překvapivý vztah mezi vranulemi a kosovci nepřímo naznačoval již skotský ornitolog William Serle v 50. letech 20. století, jenž poukázal na pozoruhodnou podobnost těchto ptáků v některých morfologických detailech. Hypotézu o příbuzenských vazbách mezi oběma rody zastával i americký ornitolog Storrs Olson na konci 70. let. Studie z roku 2007 spekuluje, že společný předek dnešních tří čeledí v průběhu eocénu kolonizoval Afriku z australsko-papuánské oblasti, s následným rozšířením až do jihovýchodní Asie. Současné druhy by tak představovaly relikty kdysi šířeji rozšířeného kladu a zároveň je sporné, zda se předek dnešních vzhledově i ekologicky dosti odlišných vranulí a skalňáčků podobal spíše jedné, anebo druhé skupině (pokud vystupují jako sesterské). Jako méně úspornou hypotézu pak zmíněná studie představuje kolonizaci Asie z australské oblasti a dvě nezávislé kolonizace Afriky.

## Popis

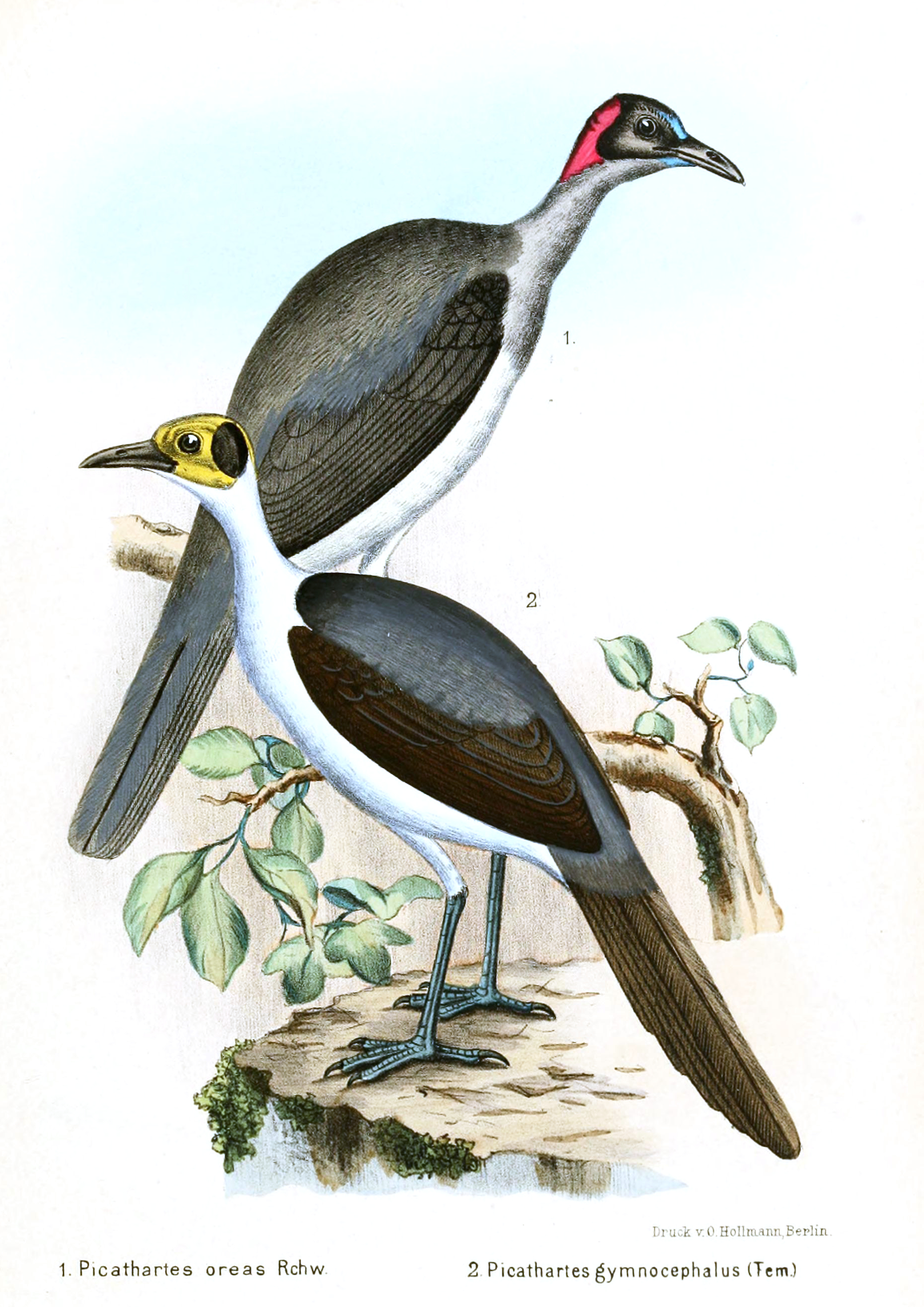
Ilustrace obou druhů z r. 1902, nahoře vranule šedokrká, dole vranule bělokrká

Vranule patří mezi prakticky nezaměnitelné ptáky a svým zjevem se na první pohled částečně podobají hrabavým, částečně vránám. Z obecného hlediska jde o středně velké opeřence s protáhlým, válcovitým až vejčitým tělem. Křídla jsou středně velká, ocas dlouhý a na konci zakulacený, slouží jako balanční orgán při pohybu po větvích. Krk je dlouhý a štíhlý, menší hlava se vyznačuje pestrou neopeřenou kůží, výraznýma očima a středně dlouhým, mohutným a disproporčním zobákem. Končetiny jsou dlouhé a dobře osvalené, se statnými chodidly; dobře se tak hodí k ladnému poskakování v lesním podrostu. Vranule představují dobré letce, ačkoli jen zřídka létají na delší vzdálenosti. Není vyvinuta výrazná pohlavní dvojtvárnost, určité rozdíly ve velikosti mezi pohlavími se nicméně objevují zvláště u vranulí šedokrkých.
Vranule bělokrká dosahuje tělesné velikosti asi 40 cm, zatímco vranule šedokrká asi 35 cm. Při srovnání obou druhů je vranule bělokrká o něco větší než vranule šedokrká, ale oproti ní má menší zobák. Měření 25 jedinců vranule bělokrké z volné přírody přineslo následující průměrné rozměry: zobák měřil 33,1 mm, běhák 63,8 mm, křídlo 163,8 mm a ocas 182,8 mm. Hmotnost činila 192–254 g, s průměrnou hodnotou 219,2 g. Naopak měření 11 muzejních kožek v případě vranule šedokrké přineslo následující rozměry: zobák měřil 37 mm, běhák 49,4 mm, křídlo 158,3 mm a ocas 155,2 mm (přičemž se dá očekávat, že rozměry živých ptáků by byly o něco větší). Šest živých vranulí šedokrkých vážilo 202–239 g, s průměrnou hodnotou 226,5 g.
Obecné zbarvení opeření je na svrchních partiích černé nebo olivové, na spodní části těla bílé až krémové a křídla mají černé zbarvení. Peří má hladkou až hedvábnou strukturu. Při srovnání obou druhů má vranule bělokrká spodní partie těla spíše bílé, zatímco vranule šedokrká spíše naoranžovělé, navíc s břidlicově šedým krkem, který tomuto druhu vynesl i pojmenování. Různí se i odstíny svrchních partií. Oba druhy se však odlišují zejména zbarvením holé kůže na hlavě: v případě vranule bělokrké je kůže okolo očí oranžová a na zadní části hlavy černá, zatímco v případě vranule šedokrké je hlava v přední části modrá (fialová), vzadu červená a po stranách černá. Na hlavě vranulím vyrůstá nevýrazný hřebínek z drobných pírek (6–8 mm), jenž mohou ptáci dle libosti vztyčovat. Zobák má zbarvení černé a končetiny jsou stříbřitě šedé.
Vranule se v určitých ohledech výrazně podobají kosovcům chřástalím, jimž jsou podle molekulárně-fylogenetických analýz blízce příbuzné. Obě skupiny mj. sdílejí dlouhé a silné končetiny, dlouhý a štíhlý krk, dlouhý ocas, stejně jako holou kůži zdobící hlavu (respektive krk) a opeření bez výrazného vzorování. Podobný je rovněž tvar zobáku, jenž se v případě kosovců svou délkou a štíhlou stavbou podobá spíše zobáku vranule šedokrké než zobáku vranule bělokrké.

## Výskyt a stanoviště

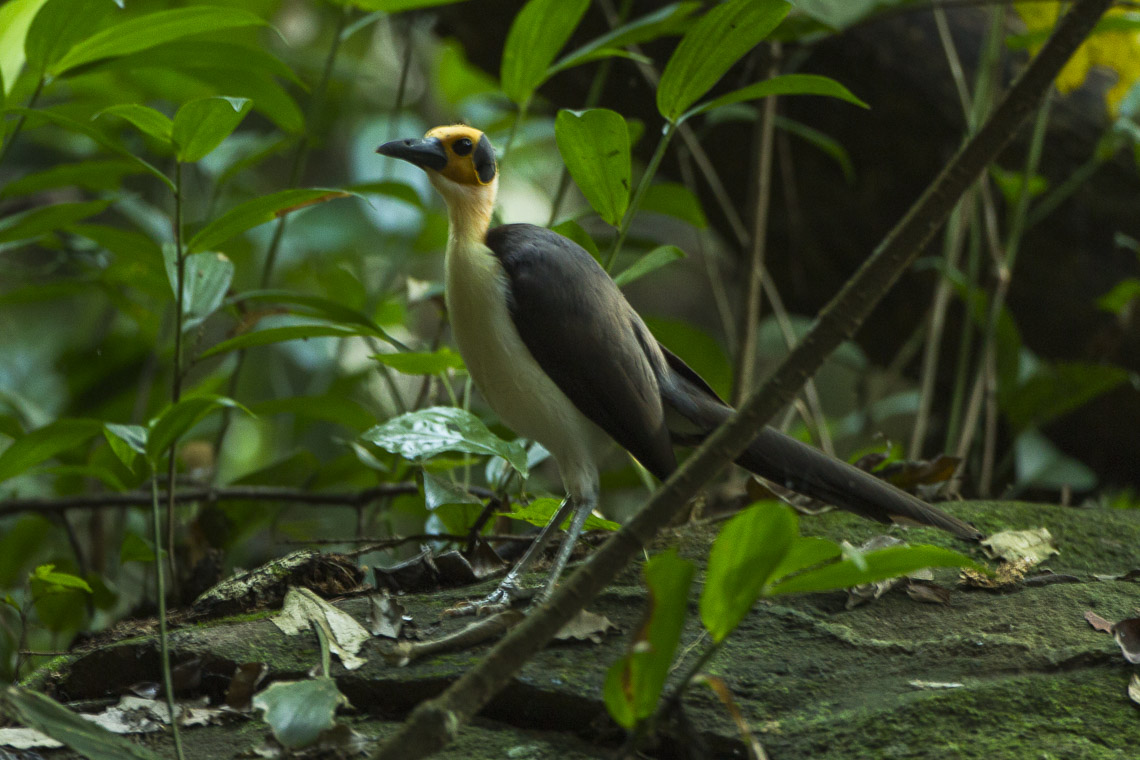
Vranule ve svém přirozeném biotopu (Ghana)

Vranule bělokrká a šedokrká představují dva alopatricky rozšířené druhy s přirozeným výskytem v západní Africe v biogeografických lokalitách Horní, resp. Dolní Guinea při pobřeží Guinejského zálivu. V některých starších zdrojích mohou být označovány jako jeden superdruh. Potvrzený výskyt vranule bělokrké zahrnuje Guineu, Sierru Leone, Libérii, Pobřeží slonoviny a Ghanu. Z Ghany pocházejí četné záznamy pouze do 60. let 20. století a po dlouhou dobu se mělo za to, že zde tento druh vyhynul. Ke znovuobjevení několika populací došlo teprve na začátku 21. století, přičemž dle Mezinárodního svazu ochrany přírody (IUCN) procházejí rychlým populačním poklesem. Vranule šedokrká obývá území zahrnující Nigérii (v oblasti Cross River), Kamerun, Gabon, Rovníkovou Guineu (včetně ostrova Bioko), Středoafrickou republiku a Kongo. Konžská populace byla objevena v lese Mayombe teprve v roce 1994 a IUCN na základě toho předpokládá, že se vranule mohou šířeji vyskytovat v severozápadním cípu tohoto státu, jenž tak představuje hraniční bod areálu výskytu.
Co se týče přirozeného prostředí, vranule typicky obývají nížinné deštné lesy v nadmořské výšce do 800 m, a sice ve skalnatém terénu na svazích kopců a hor. Jejich výskyt bývá podmíněn vhodným prostředím pro hnízdění; k tomuto účelu využívají skály či jeskyně a vzhledem k tomu, že ke stavbě hnízd je nezbytné vlhké bahno, obývané lokality charakterizuje i přítomnost vodních toků. Až asi do 90. let 20. století se mělo za to, že vranule vyžadují pouze nedotčené lesní porosty, nicméně od té doby byly objeveny i na územích vystavených lidské činnosti a zvládají se tedy do určité míry přizpůsobit narušenému habitatu. Například terénní průzkum v Kamerunu a Sieře Leone, jehož výsledky byly publikovány v roce 2000, potvrdil populace obou druhů v někdy značně degradovaných lesích poblíž metropolí Yaoundé a Freetown. Některé vranule si stavěly hnízda v oblastech, které vyžadovaly každodenní přesuny přes odlesněné lokality, v jednom případě vranule hnízdily přímo nad místem, kde byly uloženy pokácené kmeny stromů. Jiné hnízdo se zase nacházelo pouhých 50 m od jámy na výrobu dřevěného uhlí.

## Ekologie a chování

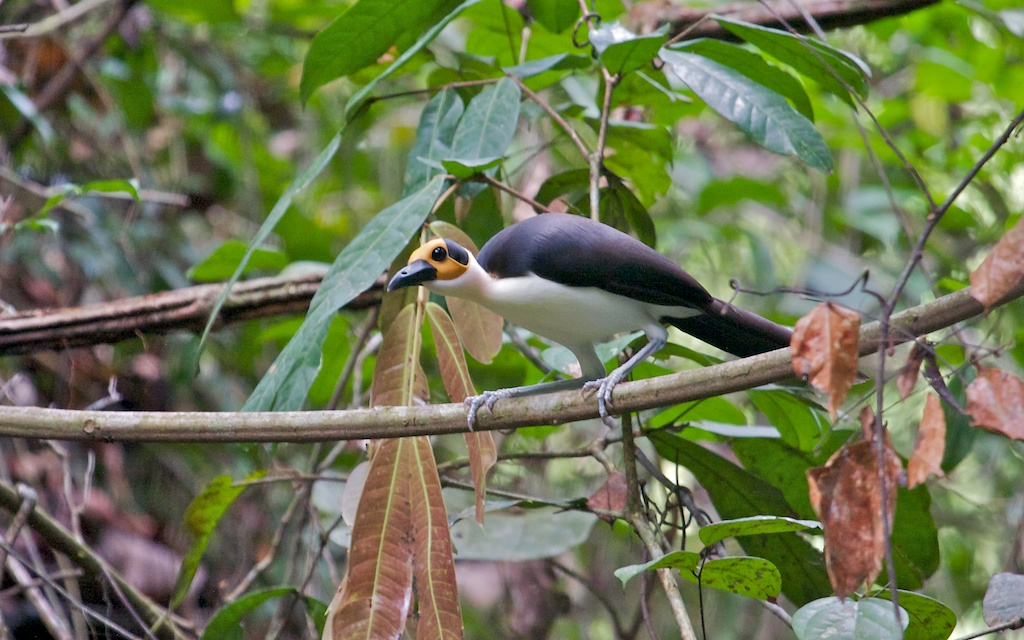
Vranule v rezervaci Kambui Hills v Sierra Leone

Vranule představují vzácné obyvatele západoafrických lesů a mimo jejich hnízdiště je lze jen zřídka spatřit ve volné přírodě. Uvádí se však, že na hnízdištích či v přítomnosti citlivých pozorovatelů se nechovají plaše, a někdy se k nim mohou dokonce samy přiblížit a zajímat se o ně. Mimo hnízdní období žijí v lesních porostech buďto jednotlivě, v párech, anebo vzácněji v menších skupinkách o třech či čtyřech jedincích. Svá hnízdiště však pravidelně navštěvují i mimo období rozmnožování a v jejich okolí mohou hřadovat v průběhu celého roku. Podle výzkumů z 90. let 20. století se zdá, že během roku podnikají lokální migrace a pravidelně využívají i různá nezalesněná stanoviště. V případě šesti vranulí bělokrkých činila velikost domovského okrsku 0,322–3,92 km2.
Vokální projevy těchto jinak tichých ptáků tvoří několik zaznamenaných volání. Vranule bělokrké se ozývají zvuky „čuk-čuk-čuk“, resp. „čoop-čoop-čoop“, které se podobají kvokání drůbeže a mohou představovat zpěv, pták tak většinou vokalizuje alespoň minutu nebo déle. Poplachové volání tvoří nepřetržitě opakované nízké hrdelní tóny podobné „au, au, au!“. V případě vranule šedokrké bylo zaznamenáno hluboké, tiché a chraplavé či syčivé pískání, dlouhé pouze 1–2 s, ale v několikasekundových intervalech pravidelně opakované. Připodobňuje se ke zvuku těžkého nábytku posouvaného po drsné dřevěné podlaze. Podobnou demonstraci tito ptáci doplňují otevřeným zobákem a nafouknutým hrdlem. Specifické vokalizace napomáhají komunikaci mláďat s rodiči. S blížícím se obdobím hnízdění si tito ptáci mohou také přímo imponovat jakýmisi úklonami, při nichž vyniká jejich barevná kůže na hlavě.
Vranule získávají potravu především v podrostu, někdy i vysoko ve stromoví a dokonce i ve vodních tocích. Při pohybu na zemi se pohybují pomocí poskakování, prostřednictvím zobáku se prohrabují listovou podestýlkou a pátrají zde po kořisti, anebo vyskakují za spatřenou kořistí k listům nad sebou. K lovu prakticky nikdy nevyužívají končetiny. Oba dva druhy představují spíše potravní generalisty s pestrým jídelníčkem, v němž dominují především brouci, termiti a mravenci, ale i žížaly, mnohonožky, stonožky a jiní bezobratlí, dokonce i vodní krabi. Zabíjejí rovněž menší druhy obratlovců, jako jsou ještěrky a žáby, ačkoli ty převládají především v jídelníčku mláďat. Určitý podíl potravy konečně tvoří i rostlinná složka, například plody. Terénní studie zkoumající potravní preference vranulí šedokrkých z nigerijského Národního parku Old Oyo ukázala signifikantní rozdíl ve složení jídelníčku na základě roční doby a věku: v období dešťů tvořila živočišná složka asi 54 % z potravy dospělců a 62 % potravy kuřat, zatímco během období sucha činila tato hodnota v obou kohortách asi 60 %. Ptáci sbírali potravu nejčastěji mezi 8. a 10. hodinou ranní a 5. a 7. hodinou odpolední, pravděpodobně se tak vyhýbali největšímu slunečnímu žáru. Zajímavou skutečností je, že oba druhy vranulí často následují roje tropických mravenců a loví živočichy, kteří se před mravenci snaží uniknout. Podobné chování se objevuje i u jiných druhů ptáků, a lov tak někdy může probíhat společně. Vranule šedokrká někdy vyhledává potravu i v netopýřím guánu.

### Hnízdění

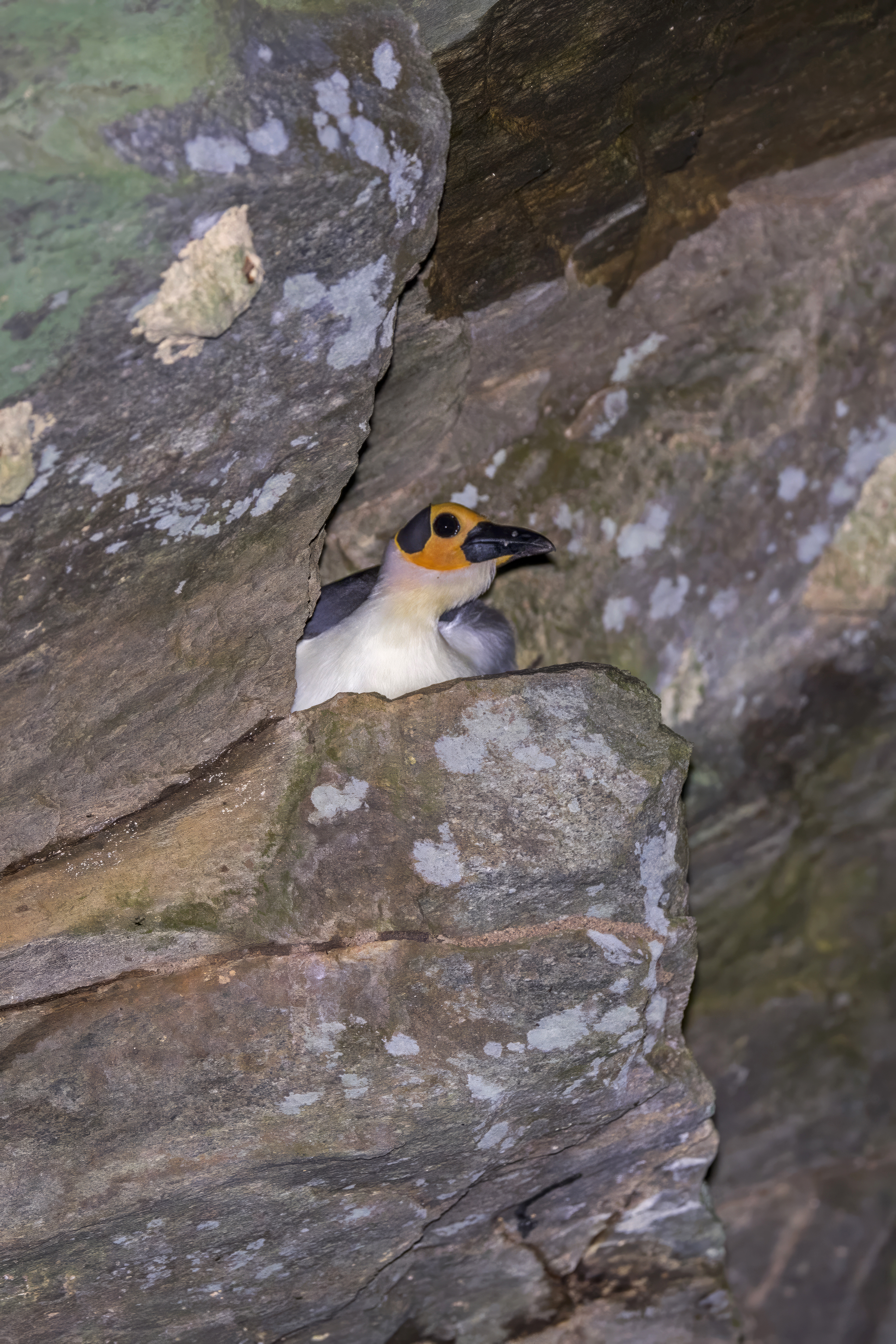
Vranule na hnízdě

Vranule představují monogamní ptáky s rodičovskou péčí poskytovanou oběma pohlavími. V literatuře bývají tito ptáci uváděni jako koloniální a na jedné lokalitě si skutečně může hnízdo vybudovat až 40 párů. Podobné agregace se však objevují především v oblastech, kde je malé množství dalších vhodných hnízdišť, jinak na jednu hnízdní lokalitu připadá jedno či dvě hnízda. I pokud žijí v koloniích, jednotlivé páry společně na odchovu potomstva nespolupracují, naopak si náruživě brání prostor v nejbližším okolí hnízda, kdy může docházet k ostrým střetům mezi dospělci. Jde rovněž o jedny z mála ptáků, u nichž byla zdokumentována infanticida.
Vranule bělokrká i šedokrká si budují silnostěnná miskovitá hnízda, jež tvoří především bahno a přidružený rostlinný materiál. Staví si je hlavně na skalních stěnách, například v ústí jeskyní, na balvanech či útesech, hnízdo však bylo objeveno například i na břehu vodního toku a na kmeni padlého stromu. Stejně jako umístění hnízda se mohou lišit i jeho rozměry. Terénní studie z Nigérie uvádí, že typické hnízdo vranule šedokrké měří na délku asi 40 cm, na šířku 29 cm a na tloušťku 14 cm. Průměrná hmotnost takové stavby činí asi 15 kg. Prohlubeň pro umístění vajec činila v průměru asi 6×20 cm. Vybudování podobné stavby trvá páru několik měsíců, někdy i rok.
Doba hnízdění v případě obou vranulí typicky spadá na období dešťů a v oblastech s bimodálním rozložením srážek se páry mohou rozmnožovat i dvakrát do roka. V různých částech areálu výskytu se na základě toho doba hnízdění různí. V horských regionech, kde se období dešťů pojí s mlhavým počasím a extrémním množstvím srážek, však tito ptáci hnízdí spíše během období sucha. Zatímco na území Kamerunu tak vranule například hnízdí v březnu až listopadu (s vrcholem mezi srpnem a listopadem), na Kamerunské hoře hnízdění probíhá od prosince do ledna.
Několikaletá studie zkoumající hnízdní chování vranulí bělokrkých ze Sierry Leone zjistila, že z celkem 77 snůšek jich 71 tvořila dvě vejce, zatímco zbylých 6 snůšek zahrnovalo vejce jediné. První a druhé vejce ptáci kladou asi 24 hodin po sobě, přičemž inkubace začíná v den snesení prvního vejce. Průměrná velikost vejce vranule bělokrké podle výsledků studie činila zhruba 26×38 mm. V případě vranule šedokrké byly zaznamenány snůšky až o třech vejcích, přičemž ptáci začínají inkubovat až v momentě, kdy je snůška kompletní. Velikost vajíček je zhruba stejná jako u sesterského druhu, měření čtyř vajec přineslo průměrné rozměry 27,5×40,5 mm. Vajíčka mohou mít v případě obou druhů různé odstíny a zdobí je skvrny, především v případě vranule bělokrké bývá jejich zbarvení dosti variabilní. Inkubační doba činí u vranule bělokrké 23–28 dní, u vranule šedokrké 21–24 dní. Výměna členů párů na hnízdě je v případě vranule šedokrké natolik rychlá, že působí, jako by přilétající pták vyháněl svého partnera z hnízda.
Čerstvě vyhlíhnutá mláďata vranulí váží asi 11–12 g, jsou slepá a neopeřená, s výjimkou několika štětin na hlavě a prachového peří vyrůstajícího podél páteře, případně i na křídlech či stehnech. Zbarvení na hřbetě je světle hnědé a na spodních partiích narůžovělé, s černými základy křídel. Mláďatům již okolo 2. dne od vylíhnutí začínají růst letky, od 4. nebo 5. dne se jim otevírají oči a asi za týden lze již na jejich hlavě rozeznat základy bočních černých skvrn, jež jsou charakteristické pro oba druhy. Opeření nastává za asi 23 dní od vylíhnutí, tehdy se mládě svým zbarvením již výrazně podobá dospělci, nicméně barevný vzor na hlavě ještě nebývá plně vyvinut. Mladí jedinci těsně před opeřením váží okolo 150–160 g, což činí asi 70 % dospělé hmotnosti, růst se tedy ukončuje až po opuštění hnízda. Zajímavostí je, že nejpomaleji rostoucí část těla představuje ocas a u čerstvě opeřených jedinců činí jeho délka méně jak třetinu délky ocasu dospělce. Úspěšnost hnízdění vranulí může být relativně nízká. Terénní studie vranulí bělokrkých ze Sierry Leone zjistila, že na jednu snůšku v průměru připadá 1,92 snesených vajec, ale pouze 0,87 vajec vylíhnutých a 0,44 opeřených mláďat. Souhrnná úspěšnost hnízdění zdejších populací tak činila podle výpočtů necelých 23 %, přičemž infanticida a vzájemná konkurence stála za asi 13,6 % ztracených snůšek. Vzhledem k tomu, že hnízda si vranule budují v relativně nepřístupném terénu, hlavní hnízdní predátory zřejmě představují draví ptáci. Predátory vranulí mohou být vyjma nich i hadi, jako kobra černokrká (Naja nigricollis) a černá (Naja melanoleuca), velcí plazi, jako je varan nilský (Varanus niloticus), či šimpanzi.

## Vztah s lidmi

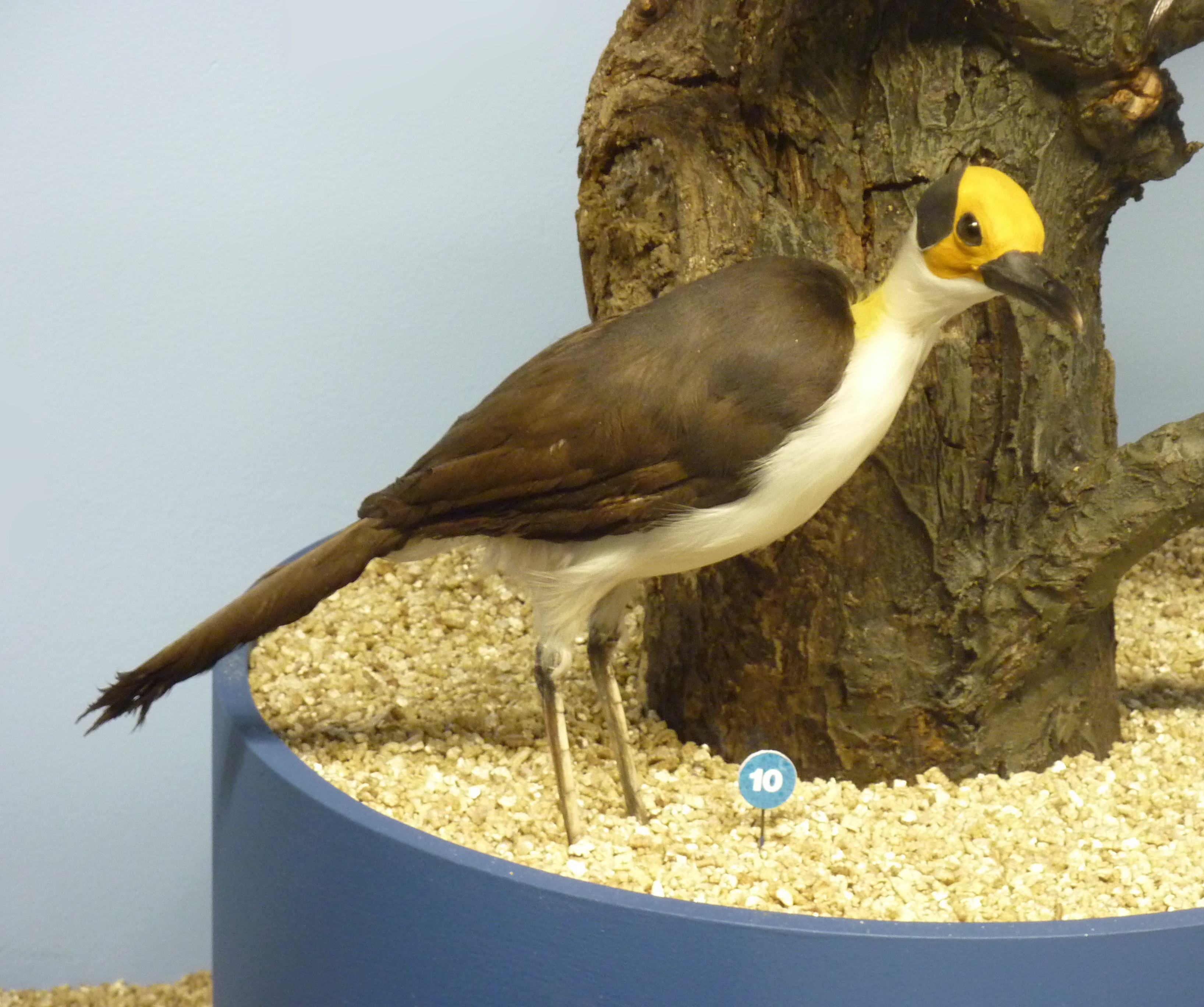
Preparovaný jedinec

Vranule dlouhodobě představovaly tajemné, špatně známé ptáky, kteří se těšili úctě místních obyvatel i zájmu Evropanů. Podle historických pověr rozšířených na jihu a východě Sierry Leone často bizarně vyhlížející skalní útvary poskytují domov duchům předků a vranule, které si na takových místech často budují hnízda, jsou potom jejich strážci. Německý přírodovědec Bernhard Grzimek ve své vzpomínkové knize z cest do Pobřeží slonoviny zmiňuje, že místní domorodci věřili, že vranule představují kouzelné ptáky a ďáblovy služebníky, přičemž není radno se k nim blíže přibližovat, či o nich dokonce byť jen mluvit. Do Evropy se první živá vranule, a sice vranule bělokrká, dostala teprve v 50. letech 20. století. Expedici do Sierry Leone z roku 1955 společně organizovaly Londýnská zoologická společnost a British Broadcasting Corporation (BBC) pod vedením Davida Attenborougha, přičemž pátrání po tajemném ptákovi představovalo ústřední bod seriálu Zoo Quest, jenž odstartoval popularitu klasických dokumentů o přírodě. V 50. a 60. letech 20. století poptávka západních zoologických zahrad a chovatelů ptactva přispěla ke zvýšenému loveckému tlaku, ačkoli tento trend již z valné části utichl. Zhruba od 90. let 20. století se vranule naopak etablovaly jako jeden z vlajkových druhů podporujících ochranu přírody a ekoturistiku v jejich domovině.
Přirozené prostředí, které vranule obývají, je totiž vystaveno postupujícímu odlesňování v důsledku rozšiřování lidských sídel, původní porosty kvůli tomu ustupují zemědělským plochám nebo jsou káceny pro dřevo. K těmto hrozbám se mohou přidružovat i různé přírodní katastrofy, například požáry a sesuvy půdy. Vranule představují tzv. přirozeně vzácné druhy, které nežijí ve vysokých populačních hustotách, za což částečně může i preference specifických hnízdních oblastí, přidružené souboje mezi dospělci a infanticida. Za nepříliš velkou hrozbu je pokládán lov, ačkoli místně může přispět k poklesu populací. IUCN například uvádí, že vranule šedokrké se na hoře Kupe a v lese Ebo v Kamerunu často chytají do pastí nastražených na savce. Celková populace obou druhů pravděpodobně nepřesahuje 10 tisíc dospělých jedinců. Vranuli bělokrkou IUCN pokládá za zranitelný druh, neboť její areál výskytu je extrémně fragmentován a malé roztříštěné populace jsou vystaveny komerční těžbě dříví. Stav vranule šedokrké pokládá IUCN za optimističtější a považuje ji za druh téměř ohrožený. Oba dva druhy jsou již od roku 1973 zapsány v příloze I Úmluvy o mezinárodním obchodu s ohroženými druhy volně žijících živočichů a planě rostoucích rostlin (CITES) a dostává se jim i legální ochrany ze strany konkrétních států, jako je Kamerun, Ghana či Sierra Leone, ačkoli vymáhání podobných zákonů často nemusí být dostatečné.